# Уругвај на Светском првенству у атлетици на отвореном 2011.
Уругвај је учествовао на 13. Светском првенству у атлетици на отвореном 2011. одржаном у Тегу од 27. августа до 4. септембра тринаести пут, односно учествовао је на свим првенствима до данас. Репрезентацију Уругваја представљала су 2 такмичара (1 мушкарац и 1 жена) који су се такмичили у 2 дисциплине (1 мушка и 1 женска).,
На овом првенству такмичари Уругваја нису освојили ниједну медаљу нити су остсварили неки резултат.

## Учесници
| Мушкарци: - Андрес Силва — 400 м препоне | Жене: - Дебора Родригез — 400 м препоне |

## Резултати

### Мушкарци
| Атлетичар    | Дисциплина    | Лични рекорд | Квалификације | Квалификације | Полуфинале | Полуфинале | Финале               | Финале  | Детаљи |
| Атлетичар    | Дисциплина    | Лични рекорд | Резултат      | Место         | Резултат   | Место      | Резултат             | Место   | Детаљи |
| ------------ | ------------- | ------------ | ------------- | ------------- | ---------- | ---------- | -------------------- | ------- | ------ |
| Андрес Силва | 400 м препоне | 49,16 НР     | 50,48 КВ      | 4. у гр. 3    | 49,63      | 5. у гр. 2 | Није се квалификовао | 16 / 34 |        |

### Жене
| Атлетичарка     | Дисциплина    | Лични рекорд | Квалификације | Квалификације | Полуфинале            | Полуфинале            | Финале                | Финале  | Детаљи |
| Атлетичарка     | Дисциплина    | Лични рекорд | Резултат      | Место         | Резултат              | Место                 | Резултат              | Место   | Детаљи |
| --------------- | ------------- | ------------ | ------------- | ------------- | --------------------- | --------------------- | --------------------- | ------- | ------ |
| Дебора Родригез | 400 м препоне |              | 59,52 ЛР      | 7. у гр. 4    | Није се квалификовала | Није се квалификовала | Није се квалификовала | 35 / 38 |        |